# SMPlayer
SMPlayer — вільний крос-платформовий медіаплеєр. Програма відзначається вбудованою підтримкою великого числа кодеків, легковагим інтерфейсом з можливістю зміни тем оформлення, підтримкою відтворення роликів з Youtube, підтримкою завантаження субтитрів з opensubtitles.org, гнучкими налаштуваннями відтворення (наприклад, можна поміняти швидкість відтворення).
Програма має відкритий початковий код, розповсюджуваний за ліцензією GNU GPL версії 2 або пізніших. Програма написана на C++ з використанням бібліотеки Qt і являє собою графічну оболонку для MPlayer або MPV. Бінарні складання доступні для Windows і Ubuntu Linux.

## Можливості
Більшу частину можливостей програвач успадковує від MPlayer.  Програма відрізняється вбудованою підтримкою великого числа кодеків, легковаговим інтерфейсом з можливістю зміни тем оформлення, підтримкою відтворення роликів з Youtube, підтримкою завантаження субтитрів з opensubtitles.org, гнучкими настройками відтворення (наприклад, можна поміняти швидкість відтворення).
- Настроювані субтитри (шрифт, розмір, положення і колір субтитрів).
- Регулювання затримки звуку і субтитрів дозволяє синхронізувати звук і субтитри.
- Можливість перемикання відео і звукових доріжок (як вкладених в файл, так і сторонніх)
- Відеоеквалайзер - налаштування яскравості, контрастності, відтінку, насиченості і гами зображення.
- Розширене управління за допомогою миші і колеса миші - перемотування, регулювання гучності, масштабування і швидкості відтворення.
- Відтворення на різних швидкостях (прискорення та уповільнення).
- Вбудовані фільтри (деінтерлейсинг, постобробка, видалення шумів і караоке-фільтр).
- Розширені налаштування, такі як вибір демультиплексора або звукових та відеокодеків.
- Список відтворення дозволяє відтворювати декілька файлів послідовно або у випадковому порядку (з можливість повтору).
- Діалог налаштувань з великою кількістю опцій.
- Багатомовний інтерфейс з локалізаціями на більш ніж 20 мов, у тому числі українською.
- Збереження певних опцій, унікальних для різних файлів - позиція, гучність, субтитри, вибрані доріжки.

## Підтримувані формати
SMPlayer підтримує численні відео і аудіо-формати, такі як Audio CD, DVD, Video CD, мультимедіа-файли в форматі AVI, ASF/WMV/WMA, MOV/MP4, RealMedia, Ogg Vorbis, NUT, NSV, VIVO, FLI, NuppelVideo, yuv4mpeg, FILM (.cpk) формат, RoQ, PVA і Matroska, записані з відео кодеками DivX, MPEG-1, MPEG-2, MPEG-4, Sorenson, WMV, RealVideo, x264 (реалізація стандарту H.264) і аудіо кодеками MP3, Musepack, Vorbis, RealAudio , AC3/A52 (Dolby Digital), AAC (MPEG-4 аудіо), QuickTime, VIVO аудіо і WMA, а також багатьма іншими більш-менш поширеними відео і аудіо-кодеками.

## Дивись також
- MPlayer
- UMPlayer(інші мови)
- Медіапрогравач VLC

## Виноски
1. ↑  SMPlayer – License Information, архів оригіналу за 6 лютого 2012, процитовано 7 січня 2012
2. ↑  SMPlayer, Analysis Summary, Ohloh, архів оригіналу за 23 лютого 2014, процитовано 8 січня 2012 [Архівовано 2014-02-23 у Wayback Machine.]
3. 1 2  SMPlayer homepage, архів оригіналу за 7 лютого 2007, процитовано 4 квітня 2014